# Atyria matutinella
Atyria matutinella là một loài bướm đêm trong họ Geometridae.